# Saison 2002-2003 de l'USM Alger
Chronologie
Saison précédente Saison suivante
La saison 2002-2003 de l'USM Alger est la 25e saison du club en première division du championnat d'Algérie. C'est aussi la huitième saison consécutive en première division.
Engagée en Division 1, en Coupe d'Algérie et en Ligue des champions, l'équipe réalise le doublé national et atteint les demi-finales de la C1 africaine. Cette saison couronnée de succès est la plus fructueuse de l'histoire du club en termes de titres.
En 2002-2003, c'était la meilleure saison de l'histoire de l'USM Alger et a participé à cinq compétitions. La saison d'ouverture était dans le Championnat arabe des clubs unifiés et a été éliminée en phase de groupes, dans la Coupe des vainqueurs de coupe, le rouge et noir a atteint les demi-finales, et a été éliminé contre le WAC Casablanca et ne parvient pas à remporter le premier titre continental malgré le match retour qui a eu lieu en Algérie Où l'USM Alger devait-il gagner pour se qualifier pour la finale. En Division 1, le chemin vers le titre n'a pas été facile, et la lutte a été grande avec l'USM Blida, le NA Hussein Dey et la JS Kabylie, et l'USM Alger a attendu la 28e journée pour célébrer le titre après sa victoire contre l'ASM Oran. Le 24 février 2003, lors du derby face au CR Belouizdad et dans les dernières minutes alors qu'Hichem Mezaïr se dirigeait vers le ballon. Le porteur du ballon l'a attaqué pour lui rendre la pareille, le match s'arrête et les tribunes se transforment en arène de violence entre les dirigeants et les supporters des deux clubs et malgré cela, le match s'est terminé difficilement. Réaliser la joie en Coupe d'Algérie en remportant le titre après la victoire face au CR Belouizdad après que Moncef Ouichaoui a marqué le but en or pour réaliser le doublé pour la première fois de son histoire sous la houlette d'Azzedine Aït Djoudi. À également atteint Ouichaoui meilleur buteur de la Division 1 pour la première fois un joueur de l'USM Alger avec 18 buts.

## Transferts
| Mercato Estival    |                        |            |
| Nom                | Provenance/Destination | Division   |
| Arrivées           |                        |            |
| Merouane Abdouni   | USM El Harrach         | Division 2 |
| Amar Ammour        | ASM Oran               | Division 1 |
| Salim Aribi        | CA Batna               | Division 1 |
| Djamel Bougandoura | USM Annaba             | Division 1 |
| Moncef Ouichaoui   | USM Annaba             | Division 1 |

## Compétitions
| Championnat d'Algérie | Coupe d'Algérie                       | Ligue des champions | Coupe des vainqueurs                      | Tournoi du prince Faysal bin Fahad |
| --------------------- | ------------------------------------- | ------------------- | ----------------------------------------- | ---------------------------------- |
| Champion              | Vainqueur face au CR Belouizdad 2-1ap | Huitièmes de finale | Demi-finale éliminé par Wydad AC 0-0, 2-2 | Phase de poules                    |
| 17 V 7 N 6 D          | 5 V 0 N 0 D                           | 2 V 1 N 1 D         | 2 V 2 N 0 D                               | 1 V 3 N 0 D                        |
| TOTAL : 27 V 13 N 7 D |                                       |                     |                                           |                                    |

### Championnat d'Algérie
| Date                | J  | Adversaire            | Lieu | Résultat | Buteurs pour l'USMA                                                                     |
| 22 août 2002        | 1  | RC Kouba              | Dom. | 3 - 1    | Meftah 2e, Bourahli 23e, Aribi 40e                                                      |
| 9 septembre 2002 *  | 2  | MO Constantine        | Dom. | 4 - 0    | Aribi 7e, Ouichaoui 17e, Bourahli 44e, Ammour 46e                                       |
| 27 septembre 2002 * | 3  | CA Batna              | Ext. | 0 - 1    | Ammour 50e                                                                              |
| 19 septembre 2002   | 4  | ASO Chlef             | Dom. | 3 - 1    | Ouichaoui 10e, Ammour 36e, Hamadou 90+4e                                                |
| 4 novembre 2002 *   | 5  | WA Tlemcen            | Ext. | 2 - 0    | -                                                                                       |
| 14 octobre 2002     | 6  | USM Annaba            | Dom. | 0 - 0    | -                                                                                       |
| 29 novembre 2002 *  | 7  | NA Hussein Dey        | Ext. | 1 - 0    | -                                                                                       |
| 25 octobre 2002     | 8  | CR Belouizdad         | Dom. | 1 - 0    | Ouichaoui 32e (pen.)                                                                    |
| 31 octobre 2002     | 9  | USM Blida             | Ext. | 1 - 0    | -                                                                                       |
| 7 novembre 2002     | 10 | ES Sétif              | Dom. | 4 - 0    | Ouichaoui 13e, Achiou 30e, Ammour 66e, Deghiche 78e                                     |
| 14 novembre 2002    | 11 | JS Kabylie            | Ext. | 1 - 0    | -                                                                                       |
| 21 novembre 2002    | 12 | JSM Béjaïa            | Dom. | 1 - 0    | Deghiche 56e                                                                            |
| 9 décembre 2002     | 13 | ASM Oran              | Ext. | 0 - 0    | -                                                                                       |
| 12 décembre 2002    | 14 | CA Bordj Bou Arreridj | Dom. | 5 - 0    | Achiou 22e, Ouichaoui 49e, Bourahli 68e 72e 86e                                         |
| 19 décembre 2002    | 15 | MC Oran               | Ext. | 0 - 1    | Bourahli 51e                                                                            |
| 9 janvier 2003      | 16 | RC Kouba              | Ext. | 1 - 2    | Ammour 19e 63e                                                                          |
| 16 janvier 2003     | 17 | MO Constantine        | Ext. | 0 - 0    | -                                                                                       |
| 20 janvier 2003     | 18 | CA Batna              | Dom. | 3 - 0    | Ouichaoui 3e (pen.) 42e, Ammour 22e                                                     |
| 30 janvier 2003     | 19 | ASO Chlef             | Ext. | 2 - 1    | Bourahli 23e                                                                            |
| 3 février 2003      | 20 | WA Tlemcen            | Dom. | 3 - 0    | Aribi 1re, Ouichaoui 62e (pen.), Bourahli 78e                                           |
| 6 février 2003      | 21 | USM Annaba            | Ext. | 1 - 1    | Bourahli 45e                                                                            |
| 17 février 2003     | 22 | NA Hussein Dey        | Dom. | 0 - 0    | -                                                                                       |
| 24 février 2003     | 23 | CR Belouizdad         | Ext. | 1 - 1    | Dziri 34e                                                                               |
| 6 mars 2003         | 24 | USM Blida             | Dom. | 3 - 0    | Ouichaoui 37e 80e, Dziri 67e                                                            |
| 20 mars 2003        | 25 | ES Sétif              | Ext. | 0 - 0    | -                                                                                       |
| 3 avril 2003        | 26 | JS Kabylie            | Dom. | 1 - 0    | Ammour 45e                                                                              |
| 1er mai 2003 *      | 27 | JSM Béjaïa            | Ext. | 0 - 1    | Ouichaoui 75e                                                                           |
| 5 mai 2003          | 28 | ASM Oran              | Dom. | 4 - 1    | Ouichaoui 21e 33e (pen.) 41e, Ammour 45e                                                |
| 8 mai 2003          | 29 | CA Bordj Bou Arreridj | Ext. | 2 - 1    | Ouichaoui 84e                                                                           |
| 12 mai 2003         | 30 | MC Oran               | Dom. | 8 - 2    | Ouichaoui 4e 20e 45e, Djahnine 30e, Achiou 40e, · Ammour 51e, Dziri 54e, Benchergui 88e |

(*) : Match(s) ayant été reporté(s)

#### Classement final
| Rang | Équipe                | Pts | J  | G  | N  | P  | Bp | Bc | Diff |
| ---- | --------------------- | --- | -- | -- | -- | -- | -- | -- | ---- |
| 1    | USM Alger T C         | 58  | 30 | 17 | 7  | 6  | 52 | 17 | +35  |
| 2    | USM Blida             | 51  | 30 | 14 | 9  | 7  | 32 | 22 | +10  |
| 3    | NA Hussein Dey P      | 51  | 30 | 13 | 12 | 5  | 32 | 24 | +8   |
| 4    | JS Kabylie            | 49  | 30 | 13 | 10 | 7  | 38 | 24 | +14  |
| 5    | CR Belouizdad         | 45  | 30 | 12 | 9  | 9  | 28 | 20 | +8   |
| 6    | MC Oran               | 43  | 30 | 11 | 10 | 9  | 41 | 40 | +1   |
| 7    | ES Sétif              | 39  | 30 | 10 | 9  | 11 | 32 | 36 | -4   |
| 8    | USM Annaba            | 39  | 30 | 9  | 12 | 9  | 31 | 33 | -2   |
| 9    | RC Kouba              | 38  | 30 | 8  | 14 | 8  | 33 | 32 | +1   |
| 10   | JSM Béjaïa            | 38  | 30 | 10 | 8  | 12 | 18 | 23 | -5   |
| 11   | WA Tlemcen            | 36  | 30 | 9  | 9  | 12 | 29 | 28 | +1   |
| 12   | CA Batna              | 36  | 30 | 9  | 9  | 12 | 17 | 23 | -6   |
| 13   | ASO Chlef P           | 34  | 30 | 7  | 13 | 10 | 25 | 30 | -5   |
| 14   | CA Bordj Bou Arreridj | 34  | 30 | 9  | 7  | 14 | 24 | 40 | -16  |
| 15   | ASM Oran              | 27  | 30 | 7  | 6  | 17 | 18 | 41 | -23  |
| 16   | MO Constantine        | 26  | 30 | 6  | 8  | 16 | 29 | 46 | -17  |

Résultat
- Qualifié pour la Ligue des champions 2004
- Qualifié pour la Ligue des champions arabes 2003-2004
- Qualifié pour la Coupe de la confédération 2004

Relégation
- Relégation en Division 2

Abréviations
T : Tenant du titre

C : Vainqueur de la Coupe d'Algérie 2002-2003

P : Promus de Division 2

#### Évolution du classement et des résultats
| Rang     | 1 | 1 | 1 | 1 | 1 | 1 | 2 | 1 | 3 | 1 | 3 | 1 | 2 | 1 | 1 | 1 | 1 | 1 | 1 | 1 | 1 | 1 | 1 | 1 | 1 | 1 | 1 | 1 | 1 | 1 | 26 |   |   |
| Résultat | G | G | G | G | D | N | D | G | D | G | D | G | N | G | G | G | N | G | D | G | N | N | N | G | N | G | G | G | D | G | —  | — | — |

### Tournoi du Prince Faysal bin Fahad

#### Phase de groupe
Groupe B :
| Rang | Équipe       | Pts | J | G | N | P | Bp | Bc | Diff |  | Résultats (▼ dom., ► ext.) |  |     |     |     |     |
| ---- | ------------ | --- | - | - | - | - | -- | -- | ---- |  | -------------------------- |  | --- | --- | --- | --- |
| 1    | Koweït SC    | 8   | 4 | 2 | 2 | 0 | 9  | 5  | +4   |  | Koweït SC                  |  | 3-1 | 1-1 | 3-1 | 2-2 |
| 2    | Zamalek SC   | 7   | 4 | 2 | 1 | 1 | 5  | 5  | 0    |  | Zamalek SC                 |  |     | 1-1 | 1-0 | 2-1 |
| 3    | USM Alger    | 6   | 4 | 1 | 3 | 0 | 7  | 4  | +3   |  | USM Alger                  |  |     |     | 4-1 | 1-1 |
| 4    | Al-Jaish SC  | 3   | 4 | 1 | 0 | 3 | 6  | 10 | -4   |  | Al-Jaish SC                |  |     |     |     | 4-2 |
| 5    | Al-Shorta SC | 2   | 4 | 0 | 2 | 2 | 6  | 9  | -3   |  | Al-Shorta SC               |  |     |     |     |     |

## Statistiques

### Statistiques collectives
| Compétition                        | Débute au tour   | Termine         | Matches joués | Gagnés | Nuls | Perdus | Buts pour | Buts contre | Différence |
| ---------------------------------- | ---------------- | --------------- | ------------- | ------ | ---- | ------ | --------- | ----------- | ---------- |
| Coupe d'Algérie                    | 1/32 de finale   | Vainqueur       | 5             | 5      | 0    | 0      | 9         | 1           | +8         |
| Division 1                         | -                | Champion        | 30            | 17     | 7    | 6      | 52        | 17          | +35        |
| Ligue des champions                | 1/16 de finale   | 1/8 de finale   | 4             | 2      | 1    | 1      | 6         | 3           | +3         |
| Coupe des vainqueurs de coupe      | Quarts de finale | Demi-finale     | 4             | 2      | 2    | 0      | 13        | 5           | +8         |
| Tournoi du Prince Faysal bin Fahad | Phase de poules  | Phase de poules | 4             | 1      | 3    | 0      | 7         | 4           | +3         |
| Total                              | -                | -               | 47            | 27     | 13   | 7      | 87        | 30          | +57        |

### Statistiques individuelles
(Mis à jour le 12 mai 2003)
| Numéro | Nat. | Nom         | Championnat | Championnat | Championnat | Championnat  | Coupe d’Algérie | Coupe d’Algérie | Coupe d’Algérie | Coupe d’Algérie | Ligue des champions | Ligue des champions | Ligue des champions | Ligue des champions | Coupe des vainqueurs de coupe | Coupe des vainqueurs de coupe | Coupe des vainqueurs de coupe | Coupe des vainqueurs de coupe | Tournoi du Prince Faysal bin Fahad | Tournoi du Prince Faysal bin Fahad | Tournoi du Prince Faysal bin Fahad | Tournoi du Prince Faysal bin Fahad | Total | Total       | Total  | Total        |
| Numéro | Nat. | Nom         | M.j.        | But inscrit | Averti      | Carton rouge | M.j.            | But inscrit     | Averti          | Carton rouge    | M.j.                | But inscrit         | Averti              | Carton rouge        | M.j.                          | But inscrit                   | Averti                        | Carton rouge                  | M.j.                               | But inscrit                        | Averti                             | Carton rouge                       | M.j.  | But inscrit | Averti | Carton rouge |
| ------ | ---- | ----------- | ----------- | ----------- | ----------- | ------------ | --------------- | --------------- | --------------- | --------------- | ------------------- | ------------------- | ------------------- | ------------------- | ----------------------------- | ----------------------------- | ----------------------------- | ----------------------------- | ---------------------------------- | ---------------------------------- | ---------------------------------- | ---------------------------------- | ----- | ----------- | ------ | ------------ |
|        |      | Mezaïr      | 25          | -0          | 3           | 0            | 5               | -0              | 0               | 0               | 4                   | -0                  | 0                   | 0                   | 1                             | -0                            | 1                             | 0                             | 1                                  | -0                                 | 0                                  | 0                                  | 32    | -0          | 4      | 0            |
|        |      | Abdouni     | 5           | -0          | 0           | 0            | 0               | -0              | 0               | 0               | 0                   | -0                  | 0                   | 0                   | 2                             | -0                            | 0                             | 0                             | 0                                  | -0                                 | 0                                  | 0                                  | 7     | -0          | 0      | 0            |
|        |      | Hamiti      | 1           | -0          | 0           | 0            | 0               | -0              | 0               | 0               | 0                   | -0                  | 0                   | 0                   | 0                             | -0                            | 0                             | 0                             | 0                                  | -0                                 | 0                                  | 0                                  | 1     | -0          | 0      | 0            |
|        |      |             |             |             |             |              |                 |                 |                 |                 |                     |                     |                     |                     |                               |                               |                               |                               |                                    |                                    |                                    |                                    |       |             |        |              |
|        |      | Aribi       | 24          | 3           | 5           | 0            | 4               | 0               | 3               | 0               | 3                   | 0                   | 2                   | 0                   | 3                             | 1                             | 1                             | 0                             | 1                                  | 0                                  | 0                                  | 0                                  | 34    | 4           | 11     | 0            |
|        |      | Ghoul       | 21          | 0           | 6           | 2            | 5               | 1               | 0               | 0               | 4                   | 1                   | 0                   | 0                   | 2                             | 0                             | 0                             | 0                             | 1                                  | 0                                  | 0                                  | 0                                  | 32    | 2           | 6      | 2            |
|        |      | Zeghdoud    | 17          | 0           | 0           | 1            | 5               | 0               | 0               | 0               | 4                   | 0                   | 0                   | 0                   | 2                             | 0                             | 0                             | 1                             | 0                                  | 0                                  | 0                                  | 0                                  | 28    | 0           | 0      | 2            |
|        |      | Meftah      | 27          | 1           | 7           | 0            | 4               | 0               | 1               | 0               | 4                   | 0                   | 1                   | 0                   | 2                             | 0                             | 0                             | 0                             | 1                                  | 0                                  | 0                                  | 0                                  | 37    | 1           | 9      | 0            |
|        |      | Hamdoud     | 23          | 0           | 3           | 0            | 2               | 0               | 0               | 0               | 3                   | 0                   | 0                   | 0                   | 2                             | 0                             | 0                             | 0                             | 1                                  | 0                                  | 0                                  | 0                                  | 30    | 0           | 3      | 0            |
|        |      | Deghmani    | 21          | 0           | 6           | 0            | 3               | 0               | 0               | 0               | 3                   | 0                   | 0                   | 0                   | 2                             | 0                             | 2                             | 0                             | 1                                  | 0                                  | 0                                  | 0                                  | 29    | 0           | 8      | 0            |
|        |      | Bougandoura | 0           | 0           | 0           | 0            | 0               | 0               | 0               | 0               | 0                   | 0                   | 0                   | 0                   | 2                             | 0                             | 0                             | 0                             | 0                                  | 0                                  | 0                                  | 0                                  | 2     | 0           | 0      | 0            |
|        |      | K.Achiou    | 1           | 0           | 0           | 0            | 0               | 0               | 0               | 0               | 0                   | 0                   | 0                   | 0                   | 0                             | 0                             | 0                             | 0                             | 0                                  | 0                                  | 0                                  | 0                                  | 1     | 0           | 0      | 0            |
|        |      | Amrani      | 1           | 0           | 0           | 0            | 0               | 0               | 0               | 0               | 0                   | 0                   | 0                   | 0                   | 0                             | 0                             | 0                             | 0                             | 0                                  | 0                                  | 0                                  | 0                                  | 1     | 0           | 0      | 0            |
|        |      | Khelalfa    | 1           | 0           | 0           | 0            | 0               | 0               | 0               | 0               | 0                   | 0                   | 0                   | 0                   | 0                             | 0                             | 0                             | 0                             | 0                                  | 0                                  | 0                                  | 0                                  | 1     | 0           | 0      | 0            |
|        |      |             |             |             |             |              |                 |                 |                 |                 |                     |                     |                     |                     |                               |                               |                               |                               |                                    |                                    |                                    |                                    |       |             |        |              |
|        |      | Djahnine    | 25          | 1           | 6           | 0            | 5               | 1               | 0               | 0               | 4                   | 0                   | 0                   | 0                   | 3                             | 0                             | 0                             | 0                             | 1                                  | 0                                  | 0                                  | 0                                  | 37    | 2           | 6      | 0            |
|        |      | Ammour      | 28          | 10          | 1           | 0            | 4               | 0               | 0               | 0               | 4                   | 1                   | 0                   | 0                   | 3                             | 2                             | 1                             | 0                             | 1                                  | 0                                  | 1                                  | 0                                  | 39    | 13          | 2      | 0            |
|        |      | Dziri       | 24          | 3           | 3           | 0            | 5               | 0               | 2               | 0               | 4                   | 1                   | 0                   | 0                   | 2                             | 0                             | 0                             | 0                             | 1                                  | 0                                  | 0                                  | 0                                  | 39    | 4           | 5      | 0            |
|        |      | Ghazi       | 28          | 1           | 5           | 0            | 5               | 0               | 0               | 0               | 4                   | 0                   | 1                   | 0                   | 2                             | 2                             | 1                             | 0                             | 1                                  | 0                                  | 1                                  | 0                                  | 38    | 3           | 7      | 0            |
|        |      | H.Achiou    | 27          | 3           | 2           | 0            | 5               | 0               | 0               | 0               | 4                   | 1                   | 0                   | 0                   | 3                             | 0                             | 1                             | 0                             | 1                                  | 0                                  | 0                                  | 0                                  | 39    | 4           | 3      | 0            |
|        |      | Hamadou     | 7           | 1           | 0           | 0            | 0               | 0               | 0               | 0               | 0                   | 0                   | 0                   | 0                   | 0                             | 0                             | 0                             | 0                             | 0                                  | 0                                  | 0                                  | 0                                  | 7     | 1           | 0      | 0            |
|        |      | Metref      | 4           | 0           | 0           | 0            | 0               | 0               | 0               | 0               | 0                   | 0                   | 0                   | 0                   | 0                             | 0                             | 0                             | 0                             | 0                                  | 0                                  | 0                                  | 0                                  | 4     | 0           | 0      | 0            |
|        |      | Mellouli    | 1           | 0           | 0           | 0            | 0               | 0               | 0               | 0               | 0                   | 0                   | 0                   | 0                   | 0                             | 0                             | 0                             | 0                             | 0                                  | 0                                  | 0                                  | 0                                  | 1     | 0           | 0      | 0            |
|        |      | Tchekchar   | 1           | 0           | 0           | 0            | 0               | 0               | 0               | 0               | 0                   | 0                   | 0                   | 0                   | 0                             | 0                             | 0                             | 0                             | 0                                  | 0                                  | 0                                  | 0                                  | 1     | 0           | 0      | 0            |
|        |      |             |             |             |             |              |                 |                 |                 |                 |                     |                     |                     |                     |                               |                               |                               |                               |                                    |                                    |                                    |                                    |       |             |        |              |
|        |      | Ouichaoui   | 27          | 18          | 1           | 0            | 4               | 2               | 0               | 0               | 4                   | 0                   | 1                   | 0                   | 2                             | 1                             | 0                             | 0                             | 1                                  | 1                                  | 0                                  | 0                                  | 37    | 22          | 2      | 0            |
|        |      | Cheraïtia   | 6           | 0           | 0           | 0            | 3               | 1               | 0               | 0               | 2                   | 0                   | 0                   | 0                   | 0                             | 0                             | 0                             | 0                             | 0                                  | 0                                  | 0                                  | 0                                  | 11    | 1           | 0      | 0            |
|        |      | Benchergui  | 14          | 1           | 1           | 0            | 2               | 0               | 0               | 0               | 0                   | 0                   | 0                   | 0                   | 2                             | 3                             | 0                             | 0                             | 1                                  | 0                                  | 0                                  | 0                                  | 0     | 0           | 0      | 0            |
|        |      | Deghiche    | 7           | 2           | 1           | 0            | 0               | 0               | 0               | 0               | 0                   | 0                   | 0                   | 0                   | 0                             | 0                             | 0                             | 0                             | 0                                  | 0                                  | 0                                  | 0                                  | 7     | 2           | 1      | 0            |
|        |      | Bourahli    | 22          | 9           | 6           | 0            | 4               | 4               | 0               | 0               | 3                   | 2                   | 2                   | 0                   | 3                             | 4                             | 1                             | 0                             | 0                                  | 0                                  | 0                                  | 0                                  | 32    | 19          | 9      | 0            |
|        |      | Meziani     | 7           | 0           | 0           | 0            | 1               | 0               | 0               | 0               | 0                   | 0                   | 0                   | 0                   | 0                             | 0                             | 0                             | 0                             | 1                                  | 0                                  | 0                                  | 0                                  | 9     | 0           | 0      | 0            |
|        |      | Berkan      | 3           | 0           | 0           | 0            | 1               | 0               | 0               | 0               | 0                   | 0                   | 0                   | 0                   | 0                             | 0                             | 0                             | 0                             | 0                                  | 0                                  | 0                                  | 0                                  | 4     | 0           | 0      | 0            |

### Statistiques des buteurs
L'attaquant Moncef Ouichaoui, auteur de 23 buts dont 18 en championnat, termine meilleur buteur du club et de première division à l'issue de la saison 2002-2003. Il est le premier joueur Usmiste à recevoir cette distinction.
|        | Buteur            | Division 1 | Coupe d'Algérie | Ligue des champions | Coupe des vainqueurs de coupe | Tournoi du Prince Faysal bin Fahad | Total | Min   | MJ |
| ------ | ----------------- | ---------- | --------------- | ------------------- | ----------------------------- | ---------------------------------- | ----- | ----- | -- |
| TOTAL1 | TOTAL1            | 52         | 9               | 6                   | 13                            | 7                                  | 87    | 4 230 | 47 |
| 1      | Moncef Ouichaoui  | 18         | 2               | 0                   | 1                             | 2                                  | 23    | -     | -  |
| 2      | Issaad Bourahli   | 9          | 4               | 2                   | 4                             | 0                                  | 19    | -     | -  |
| 3      | Amar Ammour       | 10         | 0               | 0                   | 2                             | 1                                  | 13    | -     | -  |
| 4      | Hocine Achiou     | 3          | 0               | 1                   | 0                             | 1                                  | 5     | -     | -  |
| 5      | Billel Dziri      | 3          | 0               | 1                   | 0                             | 1                                  | 5     | -     | -  |
| 6      | Salim Aribi       | 3          | 0               | 0                   | 1                             | 0                                  | 4     | -     | -  |
| 7      | Rabie Benchergui  | 1          | 0               | 0                   | 3                             | 0                                  | 4     | -     | -  |
| 8      | Rafik Deghiche    | 2          | 0               | 0                   | 0                             | 2                                  | 4     | -     | -  |
| 9      | Farid Djahnine    | 1          | 1               | 0                   | 0                             | 0                                  | 2     | -     | -  |
| 10     | Tarek Ghoul       | 0          | 1               | 1                   | 0                             | 0                                  | 2     | -     | -  |
| 11     | Karim Ghazi       | 0          | 0               | 0                   | 2                             | 0                                  | 2     | -     | -  |
| 12     | Mahieddine Meftah | 1          | 0               | 0                   | 0                             | 0                                  | 1     | -     | -  |
| 13     | Yacine Hamadou    | 1          | 0               | 0                   | 0                             | 0                                  | 1     | -     | -  |
| 14     | Mohamed Cheraïtia | 0          | 1               | 0                   | 0                             | 0                                  | 1     | -     | -  |
| 15     | Mohamed Hamdoud   | 0          | 0               | 1                   | 0                             | 0                                  | 1     | -     | -  |

1. Total des buts dans le jeu, hors c-s-c.